# Edy
Edy ist ein männlicher Vorname.

## Herkunft und Bedeutung
Edy ist eine Kurzform von Eduard oder dessen Varianten.

## Bekannte Namensträger
- Edy Reinalter (1920–1962), Schweizer Skirennläufer
- Edy Hubacher (* 1940), Schweizer Bobfahrer und Leichtathlet
- Edy Wallimann (* 1946), Musiker und Komponist aus der Zentralschweiz
- Edy Schütz (* 1941), luxemburgischer Straßenradrennfahrer
- Edy Velander (1894–1961), schwedischer Elektrotechniker
- Edy de Wilde (1919–2005), niederländischer Museumsleiter
- Edy Portmann (* 1976), Schweizer Informatiker